# Andrea Pirlo
Andrea Pirlo (* 19. Mai 1979 in Flero) ist ein ehemaliger italienischer Fußballspieler und heutiger -trainer.
Der Mittelfeldspieler stammt aus der Jugend von Brescia Calcio und schaffte beim Klub aus der Lombardei kurz nach seinem 16. Geburtstag den Sprung in die Serie A. 1998 wechselte er zu Inter Mailand, schaffte dort aber nicht den Durchbruch. Erst nach seinem Wechsel zum Stadtrivalen AC Mailand drei Jahre später entwickelte sich Pirlo zum Weltklassespieler. Mit Milan gewann er 2004 und 2011 die italienische Meisterschaft sowie 2003 und 2007 die Champions League. Nachdem er in der Spielzeit 2010/11 seltener zum Einsatz gekommen war, wechselte er 2011 32-jährig zu Juventus Turin und knüpfte dort u. a. mit dem Gewinn von vier Meisterschaften (2012, 2013, 2014, 2015) an seine alte Form an. Von 2015 bis 2017 ließ Pirlo seine Karriere in der Major League Soccer ausklingen. Für die italienische Nationalmannschaft absolvierte der U21-Europameister von 2000 zwischen 2002 und 2015 116 Länderspiele. Er nahm an den Weltmeisterschaften 2006, bei der er Weltmeister wurde, 2010 und 2014 sowie an den Europameisterschaften 2004, 2008 und 2012 teil.
Nach seinem Karriereende trainierte Pirlo in der Saison 2020/21 seinen Ex-Verein Juventus Turin. Zuletzt war er Cheftrainer von Sampdoria Genua in der Serie B.

## Karriere als Spieler

### Vereine

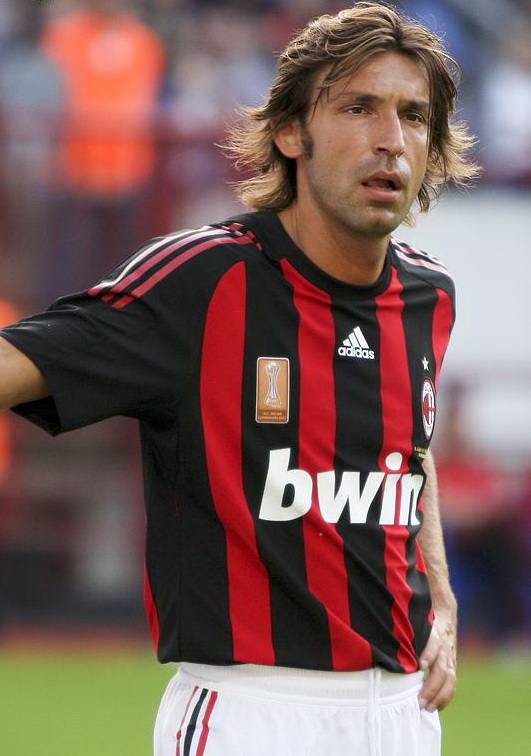
Andrea Pirlo im Trikot der AC Mailand (2008)

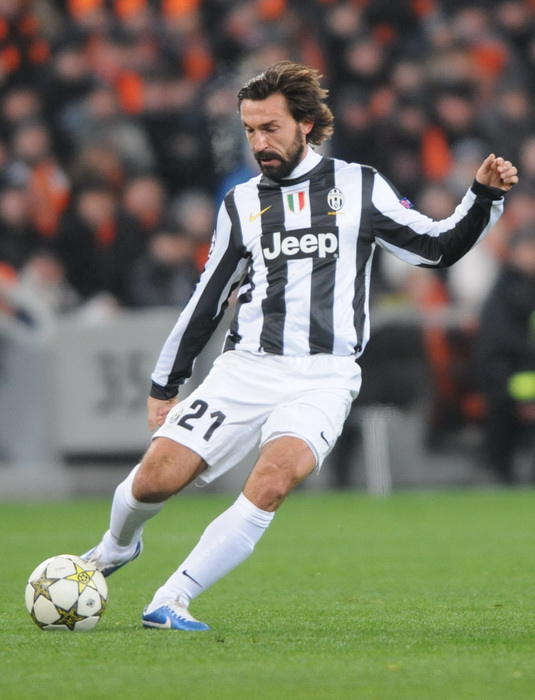
Pirlo im Trikot von Juventus Turin (2012)

Andrea Pirlo begann seine Profikarriere 1994 bei Brescia Calcio. 1998 wechselte er zu Inter Mailand. Von dort aus wurde er 1999 an Reggina Calcio ausgeliehen. Von 2000 bis Januar 2001 spielte der Mittelfeldspieler wieder bei Inter und wurde ab Januar 2001 wieder an Brescia verliehen. Im Sommer 2001 ging Pirlo für umgerechnet 17,5 Millionen Euro zur AC Mailand. Mit Milan gewann er 2004 und 2011 die italienische Meisterschaft und die Champions League in den Jahren 2003 und 2007; im Finale 2007 bereitete er einen Treffer vor. In seiner 2014 erschienenen Biografie „Ich denke, also spiele ich“ erzählt Pirlo, dass es nach der Saison 2006 beinahe zu einem Wechsel zum spanischen Rekordmeister Real Madrid gekommen wäre. Er war sich bereits mit dem Verein einig und gedanklich schon in Madrid, bis Milans Präsident Adriano Galliani ihm einen neuen Fünfjahresvertrag anbot und die Gehaltsspalte offen ließ. Pirlo durfte sich sein Wunschgehalt selbst eintragen.
Vor der Saison 2011/12 wechselte der 32-jährige Pirlo ablösefrei zu Juventus Turin. Er unterschrieb einen Dreijahresvertrag bis zum 30. Juni 2014. Seinen ersten Treffer für Juventus erzielte er am 18. Februar 2012 beim 3:1-Sieg im Serie-A-Spiel gegen Catania Calcio. In der Saison 2011/12 wurde Pirlo zum Leistungsträger und gewann unter Trainer Antonio Conte seinen dritten italienischen Meistertitel. Er bildete dabei zusammen mit Claudio Marchisio und Arturo Vidal die zentrale Mittelfeldachse und hatte mit 14 Torvorlagen und drei Treffern Anteil am ungeschlagenen Gewinn des Scudettos.
Am 6. Juli 2015 wurde bekannt, dass Andrea Pirlo Juventus Turin nach vier Saisons, in denen er 16 Tore in 119 Ligaspielen für Juve geschossen hatte, verlässt und für den New York City FC in der nordamerikanischen Major League Soccer spielen wird. Pirlo ist damit neben David Villa und Frank Lampard der dritte Designated Player des New York City FC der MLS-Saison 2015.

### Nationalmannschaft

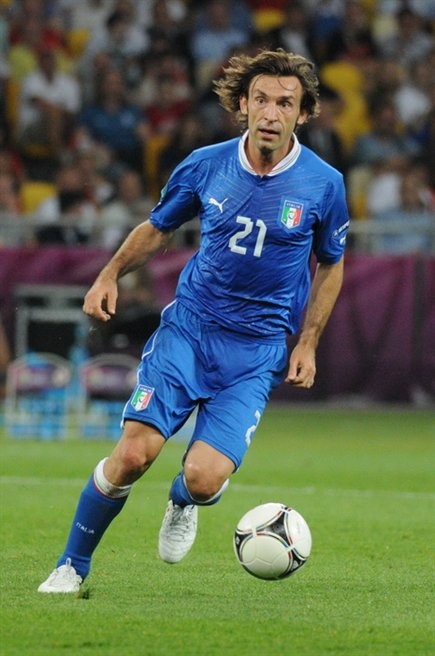
Pirlo bei der Fußball-Europameisterschaft 2012

Pirlo lief von 1994 und 1995 für die U-15-, U-16- sowie U-17-Nationalmannschaft Italiens auf, bevor er im selben Jahr zur U-18-Auswahl stieß. Für diese stand Pirlo bis 1997 in 18 Partien auf dem Platz und erzielte sieben Treffer. Im März 1998, im Alter von 18 Jahren, debütierte Pirlo für die U-21-Nationalmannschaft, für die er die nächsten vier Jahre auflaufen sollte. Mit der U-21 wurde Pirlo bei der EM 2000 Europameister und zeitgleich Torschützenkönig des Turniers. Bis 2002 absolvierte Pirlo insgesamt 46 Spiele für die Azzurrini, womit er deren Rekordhalter ist.
Darüber hinaus nahm Pirlo an den olympischen Fußballturnieren 2000 und 2004 teil. Bei den Olympischen Spielen 2004 wurde er mit der Mannschaft Dritter und erhielt somit die Bronzemedaille. Insgesamt absolvierte Pirlo neun olympische Partien und erzielte ein Tor.
Am 7. September 2002 gab Pirlo sein Debüt in der italienischen Nationalmannschaft und gehörte seitdem regelmäßig zum Kader der Squadra Azzurra. Sein erstes großes Turnier war die Europameisterschaft 2004 in Portugal, bei der Italien jedoch in der Vorrunde an Schweden und Dänemark scheiterte.
In der Folge wurde Pirlo zum unumstrittenen Stammspieler und Spielgestalter der Azzurri. Die wichtige Rolle, die er dabei spielte, wurde bei der Weltmeisterschaft 2006 deutlich, an deren Ende der Titelgewinn zu Buche stand. Pirlo wurde von der FIFA in drei Partien zum „Man of the Match“ gewählt, unter anderem im Halbfinale gegen Deutschland und im Finale gegen Frankreich. Im Laufe des Turniers erzielte Pirlo ein Tor und bereitete mehrere Treffer vor, zudem verwandelte er einen Strafstoß im entscheidenden Elfmeterschießen des Endspiels. Darüber hinaus wurden Pirlos Leistungen mit dem bronzenen Ball, der Wahl zum drittbesten Spieler des Turniers hinter Zinédine Zidane und seinem Mannschaftskollegen Fabio Cannavaro, sowie der Nominierung für das 23 Spieler umfassende All-Star-Team der Weltmeisterschaft honoriert.
Auch an der Europameisterschaft 2008 nahm Pirlo mit Italien teil, wo man jedoch im Viertelfinale am späteren Sieger Spanien scheiterte. Pirlo fehlte in dieser Partie aufgrund einer Gelbsperre, die er sich in der letzten Vorrundenpartie gegen Frankreich einhandelte, nachdem er zuvor mit einem verwandelten Strafstoß den zum Weiterkommen benötigten Sieg einleitete. Im Spiel gegen Rumänien wurde er zudem zum „Player of the Match“ gewählt.
Da Italien als Weltmeister für den Konföderationen-Pokal 2009 qualifiziert war, nahm Pirlo auch an diesem Turnier teil. Trotz eines Auftaktsieges gegen die Vereinigten Staaten schied die Mannschaft nach Niederlagen gegen Ägypten und Brasilien bereits nach der Vorrunde aus.
Das nächste große Turnier, die Weltmeisterschaft 2010, war für Pirlo lange Zeit in der Schwebe. Obwohl er sich von einer Verletzung noch nicht gänzlich erholt hatte, stand er im Kader, da Trainer Marcello Lippi nicht auf ihn verzichten wollte. Zwar war mit Andrea Cossu ein Ersatzmann mit nach Südafrika gereist, Pirlo blieb jedoch im Kader Italiens, obwohl er sogar die ersten beiden Vorrundenpartien verpasste. Im dritten Spiel der Gruppenphase, als Italien einen Sieg gegen die Slowakei benötigte, wurde er beim Stand von 0:1 eingewechselt. Die Azzurri verloren die Partie mit 2:3 und schieden als Gruppenletzter aus.
In den auf das Turnier folgenden Qualifikationsspielen zur Europameisterschaft 2012 gegen Estland, die Färöer und Nordirland führte Pirlo die Italiener als Kapitän auf das Feld, da sich mit Gianluigi Buffon der etatmäßige Kapitän im ersten Spiel der WM eine längerfristige Verletzung zugezogen hatte.
Bei der Europameisterschaft 2012 spielte Pirlo wieder eine wichtige Rolle für die Italiener. Auf dem Weg in das Finale, in dem man Spanien mit 0:4 unterlag, verwandelte er unter anderem in der Gruppenphase gegen Kroatien einen direkten Freistoß und traf im Viertelfinal-Elfmeterschießen gegen England mit einem Panenka-Heber, der die Wende in diesem einläutete. Er wurde in drei Partien (gegen Kroatien, England und Deutschland) zum „Man of the Match“ gewählt und in das 23-köpfige UEFA-All-Star-Team des Turniers gewählt. Im Zuge seiner Leistungen wurde er unter anderem als „einer der besten Mittelfeldspieler der Welt“ gehandelt.
Im Mai 2013 verkündete Pirlo bei der Präsentation seiner Autobiografie, dass er seine Nationalmannschaftskarriere nach der Weltmeisterschaft 2014 beenden wolle, um jüngeren Spielern die Möglichkeit zu geben, sich in der Nationalmannschaft zu entwickeln.
Beim kurz darauf folgenden Konföderationen-Pokal 2013 erreichte Pirlo mit Italien den dritten Platz, nachdem sich die Mannschaft aufgrund zahlreicher Verletzungen von Spiel zu Spiel immer wieder anpassen musste. Er absolvierte im ersten Gruppenspiel gegen Mexiko am 16. Juni sein 100. Länderspiel, in dem er per Freistoß das 1:0 erzielte und zum Spieler des Spiels ernannt wurde.
Bei der Weltmeisterschaft 2014 führte Pirlo sein Team im ersten Spiel gegen England als Kapitän zum 2:1-Sieg, der aufgrund der folgenden Niederlagen gegen Costa Rica und Uruguay jedoch wertlos wurde. Im Zuge des enttäuschenden WM-Ausscheidens revidierte Pirlo seine Aussage bezüglich seines Karriereendes in der Nationalmannschaft jedoch und fügte an, dass er weiter zur Verfügung stehe, wenn man ihn benötige.
Pirlo wurde von Antonio Conte zunächst immer mal wieder nominiert, war jedoch nicht mehr fester Bestandteil des Kaders. Nach seinem Wechsel in die Major League Soccer absolvierte er noch drei Partien für Italien, seine letzte am 3. September 2015 gegen Malta. Einen Monat später wurde er zuletzt nominiert, blieb jedoch ohne Einsatz. Pirlo absolvierte insgesamt 116 Spiele für Italien und erzielte dabei 13 Tore.
Im Oktober 2017 gab Pirlo bekannt, dass er im Dezember desselben Jahres seine aktive Karriere beenden werde.

### Spielweise
Seine sehr gute Technik, Übersicht und Spielintelligenz wurden als seine hervorstechendsten Stärken angesehen. Zudem machte er, vor allem bei Freistößen, häufig durch seine Schussstärke und -präzision auf sich aufmerksam. In der italienischen Nationalmannschaft übernahm Pirlo in der Regel alle Eckbälle und Freistöße. Der Mittelfeldspieler zeichnete sich vor allem auch dadurch aus, in wichtigen Spielen präsent zu sein und Tore vorzubereiten oder zu erzielen. Besonders Pirlos weite und präzise Pässe in den freien Raum sorgten stets für Gefahr. Dies spiegelte sich auch in seiner Statistik als Vorlagengeber wider.
Von seinen Mitspielern erhielt Pirlo den Spitznamen l’architetto („der Architekt“), Italiens Weltmeistertrainer Marcello Lippi prägte den Ausdruck leader silenzioso („stiller Anführer“).

## Karriere als Trainer
Im August 2019 begann Pirlo die Ausbildung zur UEFA-Pro-Lizenz (UEFA Pro Level), die dem Fußballlehrer des DFB gleichgestellt ist.
Am 30. Juli 2020 wurde Pirlo als Cheftrainer der zweiten Mannschaft (U23) von Juventus Turin vorgestellt. Nachdem Maurizio Sarri wenige Tage später nach dem Achtelfinal-Aus in der Champions League gegen Olympique Lyon entlassen worden war, übernahm Pirlo am 8. August 2020 dessen Nachfolge als Cheftrainer der ersten Mannschaft, ohne die U23 einmal trainiert zu haben. Pirlo erhielt einen Vertrag bis zum 30. Juni 2022. Im September 2020 erhielt Pirlo schließlich die UEFA-Pro-Lizenz. Pirlo gewann mit Juve zwar den nationalen Supercup und die Coppa Italia, schied aber in der Champions League bereits im Achtelfinale gegen den FC Porto aus. In der Liga reichte es in der Saison 2020/21 nach neun Meisterschaften in Folge nur zur knappen Champions-League-Qualifikation auf dem 4. Platz, der erst am letzten Spieltag erreicht wurde, da die SSC Neapel parallel unentschieden spielte. Aufgrund der schlechten Ergebnisse in der Liga und Champions League trennte sich der Verein nach dem Saisonende von Pirlo.
Nach einem Jahr ohne Anstellung übernahm Pirlo zur Saison 2022/23 den türkischen Erstligisten Fatih Karagümrük SK. Drei Spieltage vor Saisonende gab der Verein überraschend die vorzeitige Trennung mit Pirlo bekannt, damit beide Parteien bestmöglich die Zukunft für die nächste Saison planen können. Zu diesem Zeitpunkt belegte Fatih Karagümrük den neunten Tabellenplatz.
Zur Saison 2023/24 wurde Pirlo Trainer beim Serie-A-Absteiger Sampdoria Genua. Nachdem der Wiederaufstieg nicht geglückt war und nach den ersten drei Spielen der Saison 2024/25 nur ein Punkt geholt wurde, gab der Verein am 29. August 2024 die Trennung von Pirlo bekannt.

## Persönliches
Pirlo übernahm 2010 in Flero bei Brescia das Weingut Pratum Coller, das zuvor seinen Eltern gehört hatte. Das Weingut hat einen Jahresumschlag von 15.000 bis 20.000 Flaschen.
Pirlo dementierte 2013 in seiner Autobiografie Penso quindi gioco wiederkehrende Berichte, er stamme väterlicherseits aus einer Sinti-Familie.

## Erfolge

### Als Spieler

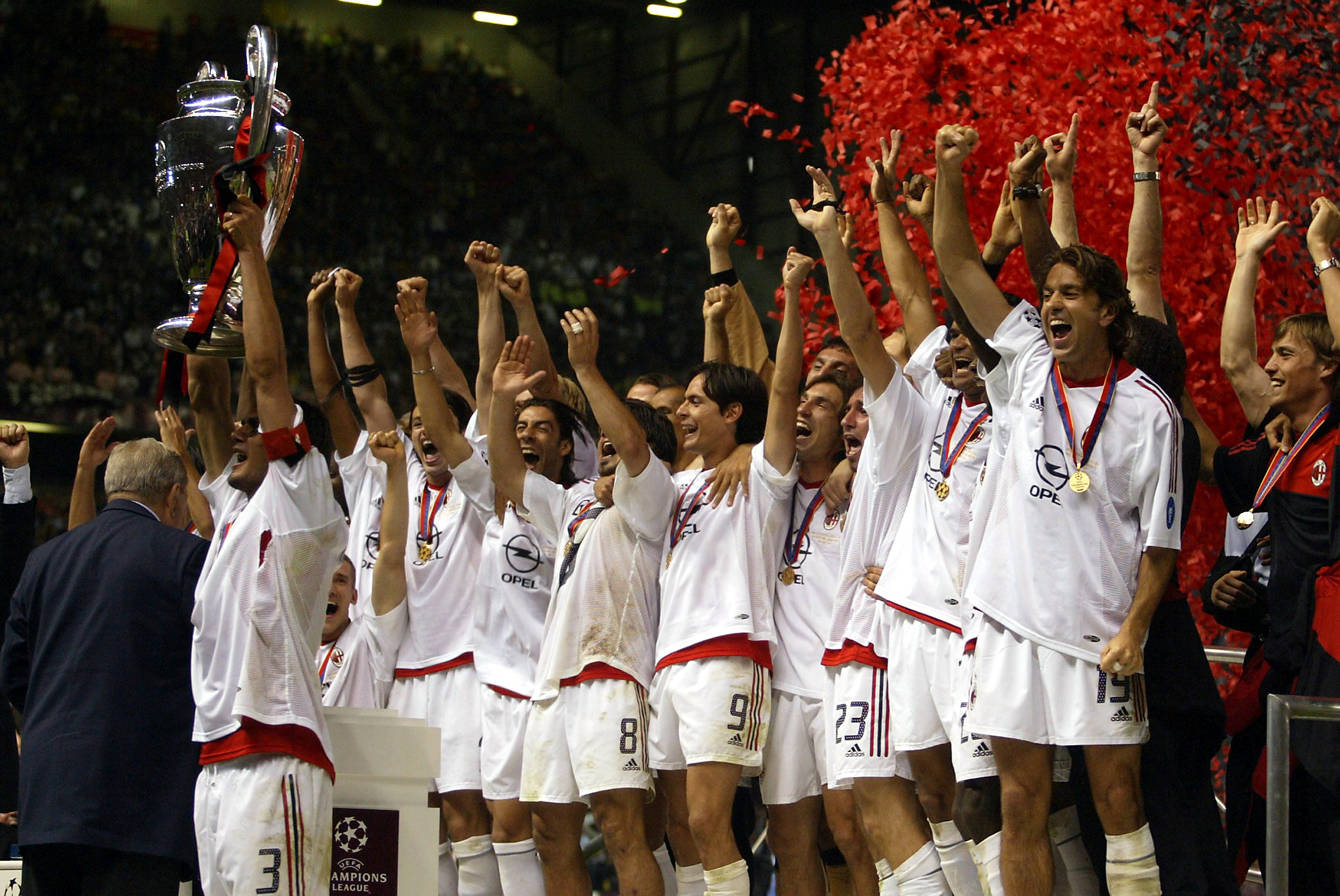
Andrea Pirlo und die Mannschaft der AC Mailand bei der Siegerehrung nach dem Champions-League-Finale 2003

#### Nationalmannschaft
- Weltmeister: 2006
- U21-Europameister: 2000
- Bronzemedaille bei den Olympischen Sommerspielen: 2004

#### Vereine
International
- Champions-League-Sieger (2): 2003, 2007
- Klub-Weltmeister: 2007
- UEFA-Super-Cup-Sieger (2): 2003, 2007

Italien
- Meister (6): 2004, 2011 (beide AC Mailand), 2012, 2013, 2014, 2015 (alle Juventus Turin)
- Pokalsieger (2): 2003 (AC Mailand), 2015 (Juventus Turin)
- Supercupsieger (3): 2004 (AC Mailand), 2012, 2013 (beide Juventus Turin)

#### Persönliche Auszeichnungen
- 2. Platz bei der Wahl des Ballon d’Or Dream Teams (Defensives Mittelfeld)
- Torschützenkönig der U-21-Europameisterschaft 2000
- Ritter (2004) und Offizier (2006) des Verdienstordens der Italienischen Republik
- Italiens Fußballer des Jahres: 2012, 2013, 2014
- Team des Jahres der Serie A: 2012, 2013, 2014, 2015
- Bronzener Ball der Weltmeisterschaft 2006
- All-Star-Team der Weltmeisterschaft 2006
- All-Star-Team der Europameisterschaft 2012
- FIFPro World XI 2006
- Premio Bulgarelli Number 8: 2011
- UEFA Team of the Year: 2012
- Pallone Azzurro: 2012

### Als Trainer
- Italienischer Pokalsieger: 2021
- Italienischer Supercupsieger: 2020